# Glaresis exasperata
Glaresis exasperata es una especie de coleóptero de la familia Glaresidae.

## Distribución geográfica
Habita en Sudáfrica y Namibia.